# Bauernstein Erdeborn

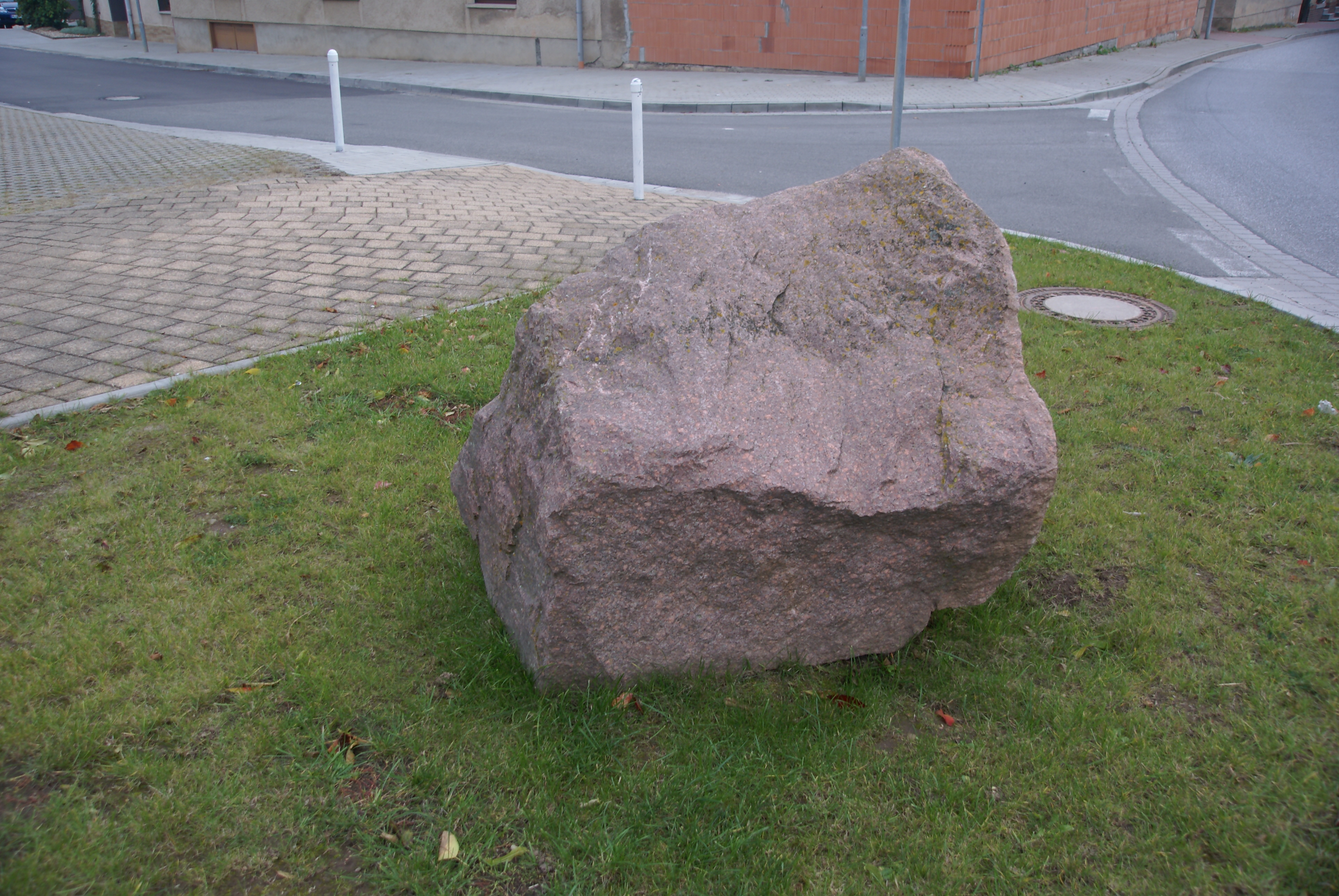
Bauernstein-Denkmal in Erdeborn

Der Bauernstein von Erdeborn ist ein Gerichtsstein in der Gemeinde Seegebiet Mansfelder Land im Landkreis Mansfeld-Südharz in Sachsen-Anhalt. Das Kleindenkmal steht als Rechtsdenkmal unter Denkmalschutz und ist im Bodendenkmalverzeichnis (Denkmal-ID 428300634) als besonderer Stein registriert.
Kleindenkmale sind häufiger von Diebstahl, Beschädigung und Zerstörung betroffen. Bauernsteine wurden zudem oft als Baumaterial verwendet oder schlichtweg vergraben, nachdem sie ihre ursprüngliche Bedeutung verloren. Erich Neuß beschrieb den Stein von Erdeborn noch in seinen Wanderungen durch die Grafschaft Mansfeld im Jahr 1935 mit den Worten: vorm Gasthof liegt der Bauernstein, zwei mächtige Platten aus rotem Oberrotliegenden.
Ungefähr dort befindet sich heute ein eher unförmiger, aber kantiger Steinblock. Dieser ist aber nicht mit dem historischen Bauernstein identisch, sondern nachdem das Original nach dem Zweiten Weltkrieg verschwand, bedauerte man den Verlust – zumal die Straße Am Bauernstein heißt – und stellte um das Jahr 2000 einen neuen Stein auf, der optisch wohl keinerlei Ähnlichkeit mit dem Original besitzt. Der Porphyrblock sollte daher eher als ein Denkmal für den historischen Bauernstein verstanden werden. Er ist 85 Zentimeter lang und 70 Zentimeter breit, seine Höhe variiert von 60 bis 110 Zentimeter.
An Bauernsteinen versammelte sich die Gemeinde, um über kleinere Rechtsstreitigkeiten und Gemeindefragen zu verhandeln. Auch wurden hier Anordnungen durch den Dorfvorsteher (häufig ein Bauermeister oder Schultheiß) verlesen. Der häufige räumliche Zusammenhang mit Gasthäusern erklärt sich daraus, das der Dorfvorsteher zumeist auch das Schankrecht besaß.